# Colossendeis belekurovi
Colossendeis belekurovi is een zeespin uit de familie Colossendeidae. De soort behoort tot het geslacht Colossendeis. Colossendeis belekurovi werd in 1993 voor het eerst wetenschappelijk beschreven door Pushkin. 